# 1559
1559 (MDLIX) var ett normalår som började en söndag i den julianska kalendern.

## Händelser

### Januari
- 1 januari – Vid Kristian III:s död efterträds han som kung av Danmark och Norge av sin son Fredrik II.
- 15 januari – Elisabet I kröns till drottning av England.

### September
- 11 september – Hertig Johan (III) skickas som sändebud till England, för att, för hertig Erik (XIV):s räkning fria till drottning Elisabet.
- 21 september – 15-årige kung Frans II av Frankrike kröns i Reims.[1]

### December
- 13 december – Skandalen Vadstenabullret inträffar. Prinsessan Cecilia ertappas med en tysk greve på sitt rum, under sin systers bröllopsresa. Eftersom Erik sköter skandalen mycket klumpigt uppstår ovänskap mellan Gustav Vasa och Erik.
- 25 december – Sedan Paulus IV har avlidit den 18 augusti väljs Giovanni Angelo de' Medici till påve och tar namnet Pius IV.

### Okänt datum
- Gustav Vasa och hans söner gör ett triumftåg in i Stockholm.
- Första utgåvan av Index librorum prohibitorum utkommer.

## Födda
- 1 januari – Virginia, frillodotter till Erik XIV och Agda Persdotter.
- Februari – Johann Tserclaes Tilly, tysk fältherre.
- 22 juli – Laurentius av Brindisi, italiensk kyrkolärare; helgon.
- 10 september – Mauritz Stensson Leijonhufvud, svensk greve, friherre och riksråd, riksdrots 1602–1607.
- 21 september – Ludovico Cigoli, italiensk konstnär, målare.
- 22 december – Kristina Svantesdotter Sture, gift med Gustav Axelsson Banér.

## Avlidna
- 1 januari – Kristian III, kung av Danmark och Norge sedan 1534.
- 5 januari – Kristina Nilsdotter (Gyllenstierna), svensk riksföreståndargemål 1512–1520, gift med Sten Sture den yngre.[2]
- 25 januari – Kristian II, kung av Danmark och Norge 1513–1523 samt av Sverige 1520–1521.
- 10 juli – Henrik II, kung av Frankrike sedan 1547.
- 18 augusti – Paulus IV, född Giovanni Pietro Caraffa, påve sedan 1555.
- Isabella Jagiełło, ungersk regent.

### Fotnoter
1. ↑  Guy, John, My Heart is my Own, London, Fourth Estate, 2004, ISBN 
1-84115-752-X
2. ↑  Det hände i dag